# كيينو
كيينو (بالإنجليزية: Keiino)‏ هي فرقة موسيقية نرويجية مكونة من فريد بلجو، أليكسندرا روتان وتوم هوغو.

## وصلات خارجية
- كيينو على موقع IMDb (الإنجليزية)
- كيينو على موقع ميوزك برينز (الإنجليزية)
- كيينو على موقع أول ميوزيك (الإنجليزية)
- كيينو على موقع ديسكوغز (الإنجليزية)